# La Libertad (Morropón)
La Libertad es un caserío peruano ubicado en el distrito de Santa Catalina de Mossa, perteneciente a la provincia de Morropón del departamento de Piura, al norte del Perú. 

## Ubicación
La Libertad se ubica al noreste de la provincia de Morropón, en el distrito de Santa Catalina de Mossa, en el departamento de Piura.

## Demografía
En 2017 La Libertad tenía una población de 46 habitantes.